# Coxquihui (kommun)
Coxquihui är en kommun i Mexiko.   Den ligger i delstaten Veracruz, i den sydöstra delen av landet, 190 km nordost om huvudstaden Mexico City. Antalet invånare är 15 492. Arean är 86 kvadratkilometer.
Terrängen i Coxquihui är platt åt nordost, men åt sydväst är den kuperad.
Följande samhällen finns i Coxquihui:
- Coxquihui
- Adolfo Ruiz Cortines
- Ojite de Matamoros
- Chihuixcruz
- La Fábrica
- Colonia Dante Delgado Rannauro
- Tuncuhuini
- Piedras de Afilar
- La Independencia
- Buenavista Uno
- El Cerro de Sabaneta
- La Higuera
- Colonia Legión de María
- Campo de Aviación
- Ojital
- Buenavista Dos